# 王西麟
王西麟（1936年12月13日—），中国作曲家。

## 生平
王西麟于1936年出生于河南开封，祖籍山西稷山，童年在甘肃平凉度过。少年时代在教会学校和中国人民解放军十一师文工团中开始接触西洋古典音乐，并学习了乐理。后来他又在北京以及上海音乐学院学习，老师中包括丁善德、瞿维、刘庄、陈铭志等。1962年创作出第一交响曲。文化大革命期间，王西麟在遭受严酷迫害的艰苦条件下继续进行音乐创作与研究。文革结束后得以平反。王西麟的作品在很长一段时间内没有得到应有的重视，但近年来他的作品已经被中国音乐界广为接受和演出，并成为最有国际影响力的中国作品的一部分。

## 音乐
王西麟善長在作品中引入如蒲剧、上党梆子等地方戏音乐的民族音乐风格。他1963年的作品《云南音诗》中的一个乐章《火把节》是中国最著名的管弦乐作品之一。但是他后来的人生经历，以及对肖斯塔科维奇等人的推崇使他的音乐逐渐形成一种深具悲剧性的风格。他到2015年为止创作了九部交响曲，多表现对人类命运的关怀和思考。他的第四交响曲曾得到过潘德列茨基的高度赞许。《四重奏》（为单簧管、小提琴、大提琴和钢琴而作）被索菲娅·古拜杜丽娜高评为大师之作。
莫斯科音乐学院教授瓦伦蒂娜·科洛波娃在听了他的《第三交响曲》之后称：“我在这里找到了我们伟大同胞肖斯塔科维奇真正生动的继承者——王西麟……《第三交响曲》发扬了如今不在莫斯科或列宁格勒的肖斯塔科维奇传统……优美的旋律已经飞过了中国的山脊并将两国的悲惨命运融合在一起。我希望全世界都能听到这前所未有的音乐。”
王西麟还以对音乐界和中国文艺现状的直率批评而著称。

## 他傳
王兵執導的電影紀錄片《黑衣人》(Man in Black) 為他立傳，並入圍第76屆坎城影展特別展映單元。